# Hieroglyphus
Hieroglyphus is een geslacht van rechtvleugeligen uit de familie veldsprinkhanen (Acrididae). De wetenschappelijke naam van dit geslacht is voor het eerst geldig gepubliceerd in 1877 door Krauss.

## Soorten
Het geslacht Hieroglyphus omvat de volgende soorten:
- Hieroglyphus africanus Uvarov, 1922
- Hieroglyphus akbari Riffat & Wagan, 2012
- Hieroglyphus annulicornis Shiraki, 1910
- Hieroglyphus banian Fabricius, 1798
- Hieroglyphus concolor Walker, 1870
- Hieroglyphus daganensis Krauss, 1877
- Hieroglyphus indicus Mason, 1973
- Hieroglyphus nigrorepletus Bolívar, 1912
- Hieroglyphus oryzivorus Carl, 1916
- Hieroglyphus perpolita Uvarov, 1933
- Hieroglyphus tonkinensis Bolívar, 1912